# Erik Molnár
Erik Molnár, né le 16 décembre 1894 et mort le 8 août 1966, est un homme politique hongrois. Il est ministre des Affaires étrangères à deux reprises : de 1947 à 1948 et de 1952 à 1953. 

## Biographie
Erik Molnár naît le 16 décembre 1894
Pendant la Première Guerre mondiale, il combat sur le front de l'Est où il est capturé par les Russes. En tant que prisonnier de guerre, Molnár prend connaissance des idées communistes dans un camp de prisonniers de guerre à Vladivostok. Plus tard, il rentre chez lui et termine ses études de droit. Après cela, il se joint au Parti communiste hongrois illégal en travaillant avec son frère cadet, René. Il publie de nombreux articles pour les journaux communistes illégaux ( Gondolat, Társadalmi Szemle, Korunk ). 
Dans le gouvernement national intérimaire, il est ministre des Affaires sociales (1944-1945). Plus tard, il est nommé ministre de l'Information et ministre des Affaires étrangères (1947-1948). Il est ensuite ambassadeur de Hongrie en Union soviétique (1948-1949), puis ministre de la Justice (1950-1952). Il est de nouveau ministre des Affaires étrangères entre 1952 et 1953. Il est Président de la Cour suprême de Hongrie entre 1953 et 1954, puis de nouveau Ministre de la Justice (1954-1956). 
Il est membre de l'assemblée de 1944 jusqu'à sa mort, ainsi que membre du Comité central du parti communiste. Molnár joue un grand rôle dans la gestion de la recherche historique en tant que membre de l'Institut d' histoire de l'Académie hongroise des sciences et président de la Société historique hongroise. Il traite les problèmes du développement social hongrois de manière approfondie, tout d'abord avec la question de la terre, le marxisme - léninisme applique ses enseignements aux relations hongroises. Pendant la Seconde Guerre mondiale de plus grandes études apparaissent sur la société de l'ère Árpád. Après 1945, Molnár traite de la préhistoire hongroise et du féodalisme avec les questions de l'histoire sociale de l'âge, des antécédents idéologiques du matérialisme historique et de ses problèmes de base philosophique, des questions du capitalisme contemporain, du développement du nationalisme et de son développement en outre.

## Publications
- Dialektika (Dialect), Budapest, 1941 (Erik Jeszenszky pseudonym).
- Magyar őstörténet (Hungarian prehistory), Budapest, 1942 (Lajos Szentmiklósy pseudonym).
- A feudalizmus kialakulása Magyarországon (The development of the feudalism in Hungary), Budapest, 1942 (Lajos Szentmiklósy pseudonym).
- Az Árpádkori társadalom 1. A gazdasági alap (The society of the Árpád Era I: The Economy), Budapest, 1943 (Lajos Szentmiklósy pseudonym).
- Az Árpádkori társadalom 2. A Felépítmény (The society of the Árpád Era II: The Forecastle), Budapest, 1943 (Lajos Szentmiklósy pseudonym).
- Dialektika (Dialect), Budapest, 1945.
- A magyar társadalom története az őskortól az Árpádkorig (The history of the Hungarian society from the Prehistory to the Árpád Era), Budapest, 1945.
- A magyar társadalom története az Árpádkortól Mohácsig (The history of the Hungarian society from the Árpád Era to the Battle of Mohács), Budapest, 1949.
- A történelmi materializmus ideológiai előzményei (The ideological antecedents of the historical materialism), Budapest, 1952.
- A magyar nép őstörténete (The prehistory of the Hungarian people), Budapest, 1953.
- A történelmi materializmus filozófiai alapproblémái (The philosophical basis problems of the historical materialism), Budapest, 1955.
- A jelenkori kapitalizmus néhány gazdasági problémája (Some economic problems of the contemporary capitalism), Budapest, 1959.
- Dialektikus materializmus és társadalomtudomány (Dialectic materialism and social science), Budapest, 1962.